# Monetarna politika
Monetarna politika je sistemov ukrepov, ki jih izvaja in vodi centralna banka v državi z namenom doseganja ekonomskih ciljev, tako dolgoročnih kot tudi kratkoročnih. Monetarna politika predvsem določa količino denarja v obtoku, kar potem oblikuje gospodarske razmere v državi.
Centralna banka je edini izdajatelj bankovcev ter na ta način edini (monopolni) ponudnik denarja. Posledično, takšen monopol omogoča centralni banki, da oblikuje pogoje na denarnem trgu. Spreminjanje pogojev denarnega trga (količina denarja, obrestne mere) sproži številna dejanja, ki v končni fazi vplivajo na gospodarsko aktivnost (output) in cene. Centralna banka ni zmožna direktno kontrolirati ekonomske dejavnike kot so inflacija, bruto domači proizvod ali brezposelnost. Na njih vpliva posredno, s kontroliranjem količine denarja v obtoku ter kratkoročne medbančne obrestne mere. Z drugimi besedami, centralna banka ima moč vplivati na dostopnost in ceno denarja na trgu.
Končni cilji monetarne politike so: hitra in stabilna gospodarska rast, nizka inflacija, nizka stopnja brezposelnosti, zunanje (plačilobilančno) in notranje (proračunsko) ravnotežje, pojavijo pa se tudi socialni cilji. Posredni cilji so naslednji: količina denarja v obtoku oziroma velikost obrestne mere. Instrumenti s katerimi pa monetarna politka dosega svoje cilje so kvantitativni in kvalitativni. Kvalitativni so dajanje nasvetov (navodil) poslovnim bankam, kvantitativni pa so manipuliranje z obrestno mero in obveznimi rezervami, prav tako pa s kupovanjem in prodajanjem vrednostnih papirjev.